# Lewin Barringer
Pour les articles homonymes, voir Barringer.
Lewin Bennett Barringer (17 décembre 1906, déclaré mort le 24 janvier 1943) est un pilote et vélivole américain.
Il est l'un des principaux responsables du programme de planeurs militaire américain durant la Seconde Guerre mondiale.
Membre puis directeur de la Soaring Society of America, un temps détenteur de quelques records américains de vol à voile, il est intronisé au Soaring Hall of Fame depuis 1954, qui reconnaît les personnes qui ont contribué à l'essor du vol à voile aux États-Unis. Le Lewin B. Barringer Memorial Trophy du vol à voile a été créé en 1948 en sa mémoire.

## Jeunesse
Barringer est né à Wayne (en), Pennsylvanie, le 17 décembre 1906. Il est le fils du géologue Daniel Moreau Barringer (1860-1929) et de Margaret Bennett. Daniel Barringer avait acheté 37 acres sur Maplewood avenue dans le quartier sud-ouest de Wayne et, vers 1898, avait construit une maison avec fronton et colonnade dans laquelle la plupart de ses huit enfants seraient nés. Les enfants avaient des chevaux ; il y avait de l'argent pour des domestiques et pour envoyer les six fils à l'Université de Princeton. Au moment de sa mort en 1943 Lewin Barringer avait cinq frères, tous engagé dans l'armée, et deux sœurs. La famille Barringer est propriétaire du Cratère météorique Barringer en Arizona. Daniel Barringer avait acheté le cratère en 1903, pensant y trouver un gisement de nickel (qui avait été pulvérisé lors de l'impact météorique) ; affaire malheureuse, vers 1915, Barringer a du vendre la maison familiale de Wayne pour couvrir ses dettes,,,.
Toute la vie adulte de Lewin Barringer est centrée sur l'aviation, activité en plein essor. Il fait ses études préparatoires à la Haverford School en Pennsylvanie et entre à l'Université de Princeton en 1925 ; mais qu'il abandonne pour des problèmes de santé. Il fréquente la Ludington Flying School à Philadelphie et obtient son diplôme en juillet 1929,. Il rend souvent visite à Elmira, capitale américaine du vol à voile, lors de vols d'entraînement de l'Air Corps Reserve. Il pilote des avions et des planeurs commerciaux de 1930 à 1943.
Un article de Time magazine de 1934 le qualifie de « socialite de Philadelphie ».

## Wings
À partir de 1929 et pendant quatre ans, Barringer travaille pour Wings corporation, Philadelphie, successivement comme mécanicien, secrétaire, vendeur (d'avion), pilote instructeur et directeur adjoint.
Plusieurs histoires s'accordent sur l'origine de Wings Field (en) à Blue Bell, en Pennsylvanie, attribuée à Barringer. Barringer aurait accidentellement ou intentionnellement atterri sur ce qui était un champ et une ferme non loin de Blue Bell, ou aurait survolé les deux; à l'époque, il était assez fréquent que les pilotes effectuent des atterrissages d'urgence en rase campagne; la Twin Springs Farm, était à vendre ; les associés commerciaux de Barringer et cofondateurs de la Wings Corporation, Jack Bartow et John Story Smith, sont convenus que l'endroit était idéal pour un aéroport en raison de son emplacement, de sa prairie plane et des bâtiments attenants,,.
Wings, créée le 23 mai 1930, est devenu un endroit populaire dans le milieu de l'aviation ; en avril 1932, le Philadelphia Aviation Country Club (PACC) a été ouvert à Wings Field pour servir de lieu de socialisation pour les pilotes et passionnés de vol ; c'est devenu un des points de ralliement de la bourgeoisie de Philadelphie (les Wanamaker, les Strawbridge (en), les du Pont, etc., à l'époque les avions étaient les jouets des plus fortunés), et aussi différentes célébrités. Vers 1937, les membres du PACC formeront l'Aircraft Owners and Pilots Association (en) (AOPA) (incorporée en 1939), dans laquelle Barringer sera partie prenante et sponsor,,,, ; éventuellement elle sera jusqu'à nos jours la plus grande association aéronautique au monde.
En 1930, Wings vendait aussi des avions et cette année-là, fabriquait des planeurs de début ; Barringer en a acheté plusieurs et pendant 2 ans, a alors dirigé pour Wings, une école de vol à voile, la « Wings Gliding School »,. Chez Wings, Barringer a construit et piloté un planeur Stevens-Franklin et pu véritablement commencer à faire du vol à voile.
En 1931 il obtient sa licence de pilote de transport. Été 1932, il travaille comme directeur des transports pour Inter Island Airways à Nantucket ; et été 1933 est directeur du Barrett Airport à Skytop (en), Pennsylvanie (desservant le Skytop Lodge; l'aéroport s'appelle désormais le Flying Dollar Airport (en); Barringer y organise un meeting aérien,).
Il est actif dans la Pennsylvania National Guard (en) avec les qualifications d'observateur aérien et de pilote d'avion. Il obtient son AP en 1934 en tant que Lieutenant.
Introduit au vol à voile haute performance par son ami Richard C. du Pont été 1934, Barringer s'attache à partir de cette époque à battre différents records américains. En 1935 l'école de Wings en collaboration avec du Pont est devenue le Wings Soaring Club,.
Barringer sera en outre président des Aero and Wings Soaring clubs de Philadelphie et Southwest Soaring Club de Phoenix; directeur de la Soaring Society of America et du Airhoppers Soaring Club.

## Eliot Noyes

Eliot Noyes (1910-1977), à la barre d'un planeur Stevens-Franklin, pose pour son ami Lewin Barringer. Sleeping Bear Dunes. 1937. Cette photo a été utilisée pour la jaquette du livre de Barringer : Flight Without Power: The Art of Gliding and Soaring, Pitman publishing corporation, 1940.

En 1933-1934, Barringer fait des travaux de recherche sur les premiers avions pour le Franklin Institute (à Philadelphie) à Londres, Paris et Munich,; c'est son premier séjour en Allemagne, en 1933-34. Barringer fait ensuite un séjour de deux ans en Iran, de 1935 à 1936, en tant que chef du département aérien des expéditions archéologiques iraniennes conjointes (« Joint Iranian Archeological Expeditions ») à Téhéran. Il effectue différents vols pour l'archéologue allemand Erich Friedrich Schmidt : il vole avec le photographe Boris Dubensky et devient pionnier de la photographie aérienne en archéologie,. De retour d'Iran il obtient un travail en Allemagne, en 1936, qui découle de son travail avec Schmidt.
Il est accompagné en Iran par Eliot Noyes, alors étudiant à Harvard, employé comme lui sur le site de Persépolis; une amitié solide s'ensuit; fin novembre 1936, Eliot Noyes et Barringer sont à Stuttgart, chez Wolf Hirth et sa femme Clara, pour un souper convivial où il retrouve également Martin Schempp; Le séjour de Barringer en Allemagne est de six mois; ils visitent l'école de planeur de Hirth sur le Hornberg (de) et probablement l'usine de planeur Schempp à Göppingen. Plus tôt dans l'année du Pont, avec sa femme Allaire (en) avait fait la traversée pour aller voir Sportflugzeugbau Göppingen Martin Schempp ; avant la Pan Am, l'Allemagne avait établi une liaison régulière tranns-Atlantique sur le Zeppelin Hindenburg, de LakeHurst à Francfort.
Eliot Noyes devient en 1937 l'élève spectaculaire — the « spectacular pupil » — de Barringer, lorsqu'il apprend immédiatement à voler, à Wings Field (en), sur un planeur Stevens Franklin (en), baptisé « The Mint julep » par Barringer et sa femme. Les 21 et 22 août 1937, il poussent tous trois avec le Stevens-Franklin, jusqu'à la Baie de Barnegat. Noyes est par la suite de beaucoup d'aventures de Barringer, avec éventuellement sa femme Helen, aussi dans les Sleeping Bear Dunes, sur les rives du Lac Michigan, en 1937. Noyes est sous les ordres de Barringer pendant la Seconde Guerre mondiale,.

## Soaring Society of America
Le 20 février 1932 est créée la Soaring Society of America (SSA), de laquelle Barringer sera un membre actif puis directeur. Elle succède à la National Glider Association (NGA), association éphémère fondée en 1929 par Edward S. Evans, un industriel de Détroit ; mais l'histoire de la SSA a véritablement commencé lorsque des pilotes allemands sont venus aux États-Unis en 1928 avec les premiers planeurs modernes (D-17 Darmstadt (en)),,. Dans la foulée, la NGA a été créée, et organisés les deux premiers concours nationaux de vol à voile à Elmira (National Soaring Contests de 1930 et 1931) ; Harris Hill à Elmira a été choisie pour ses côtés en grande partie boisés et ses crêtes orientées dans toutes les directions. Le site avait été découvert par Jack O'Meara et Wolfgang Klemperer (président de la NGA, cofondateur de la SSA, puis vice-président de la SSA). À cette époque très peu de gens comprenaient les mécanismes du vol à voile ; la science du vol était allemande, forgée sur la Wasserkuppe, les Allemands avaient appris du vol à voile sur l'aérodynamique, le design structurel et la météorologie ; rompant avec la configuration d'aile bi- ou triplan de la Première Guerre mondiale, ils ont été les premiers à comprendre que seule une longue portée d'aile améliore l'efficacité des planeurs. Au National Soaring Contest de 1930, l'Allemand Wolf Hirth, effectue un vol de 33 milles en utilisant les ascendances thermiques. Les vols réalisés au 1st National Soaring Contest par les Allemands sur leurs planeurs hautes performances ont suscité la curiosité des frères Schweizer, futurs constructeurs majeurs de planeur, qui rouleront 230 miles dans la Ford familiale pour assister au 2d National Soaring Contest de 1931 ; la passion de Hawley Bowlus pour les planeurs est plus ancienne, remontant au Los Angeles International Air Meet de 1910 ; Bowlus est au 1st National Soaring Contest de 1930, où il rencontre Gus Haller, Wolf Hirth et Martin Schempp, alors associés dans la Haller-Hirth Sailplanes Manufacuring Company ; avec Hirth en 1931, il lance une école de vol à voile, la Bowlus Glider School ; il sera aussi associé avec Schemp et Richard C. du Pont dans la Bowlus-du Pont Sailplane company, pour construire des Bowlus Super-Albatros, planeurs remarquables qui s'inspirent des planeurs allemands,. La NGA a été dissoute en 1931, et la SSA a été fondée en 1932, par Warren E. Eaton, très vite portée par du Pont.
Une accointance, plus tard une amitié entre Barringer et Richard C. du Pont, président de la SSA, s'est développée à partir de leur intérêt mutuel ; et Barringer participe au 5th National Soaring Contest d'Elmira de 1934,. Le 25 Juin 1934, réalisant un vol en ligne droite de 158 miles (255 km) de Elmira à Basking Ridge, du Pont, sur Bowlus-du Pont Super Albatros II, établit un record du monde, enregistré par la Fédération aéronautique internationale,,. Barringer, qui s'essayait à son « Silver badge C », ce même jour fait un vol de 75 miles. Dans la vallée de Shenandoah en Virginie se trouve un autre lieu de concours : sur le site de Big Meadows le 28 septembre 1934, Barringer effectue un vol de 5 heures qui lui permet d'obtenir son « Silver C » en 1935. Le 3 avril 1935 Barringer réalise un vol de Mangola, Ellenville, N.Y. à Harrisburg, Pennsylvanie, de 160 miles.
En 1935, Barringer est secrétaire trésorier de la SSA; à cette époque Barringer est également secrétaire trésorier de la Bowlus-du Pont Sailplane company ; à cette époque, Bowlus n'était plus lié à cette société.
Lorsque DuPont est devenu président de la SSA en 1937, il a créé le magazine « Soaring », et le bureau de l'organisation à Philadelphie; il a nommé Barringer directeur général de l'association et rédacteur en chef du magazine ; pendant 2 ans, Barringer est directeur général de la SSA, où il fait la promotion du vol à voile aux États-Unis.
Fin 1938, Barringer a démissionné de la SSA pour prendre un poste dans l'industrie et consacrer son temps à la promotion privée du sport et de la science du vol à voile.
Les National Soaring Contests étaient récompensés par l'Edward S. Evans Trophy (plus tard connu comme Richard C. du Pont Memorial Trophy); du Pont gagnera le trophée de 1934 mais aussi ceux de 1935 et 1937. Les compétitions seront suspendues de 1942 à 1945, et le trophée ne sera pas attribué pendant cette période. Exceptionnellement il sera attribué à titre posthume à Barringer en 1943, pour la plus grande contribution individuelle au développement du planeur pour l'année 1942,.

## Flying with the Schweizers

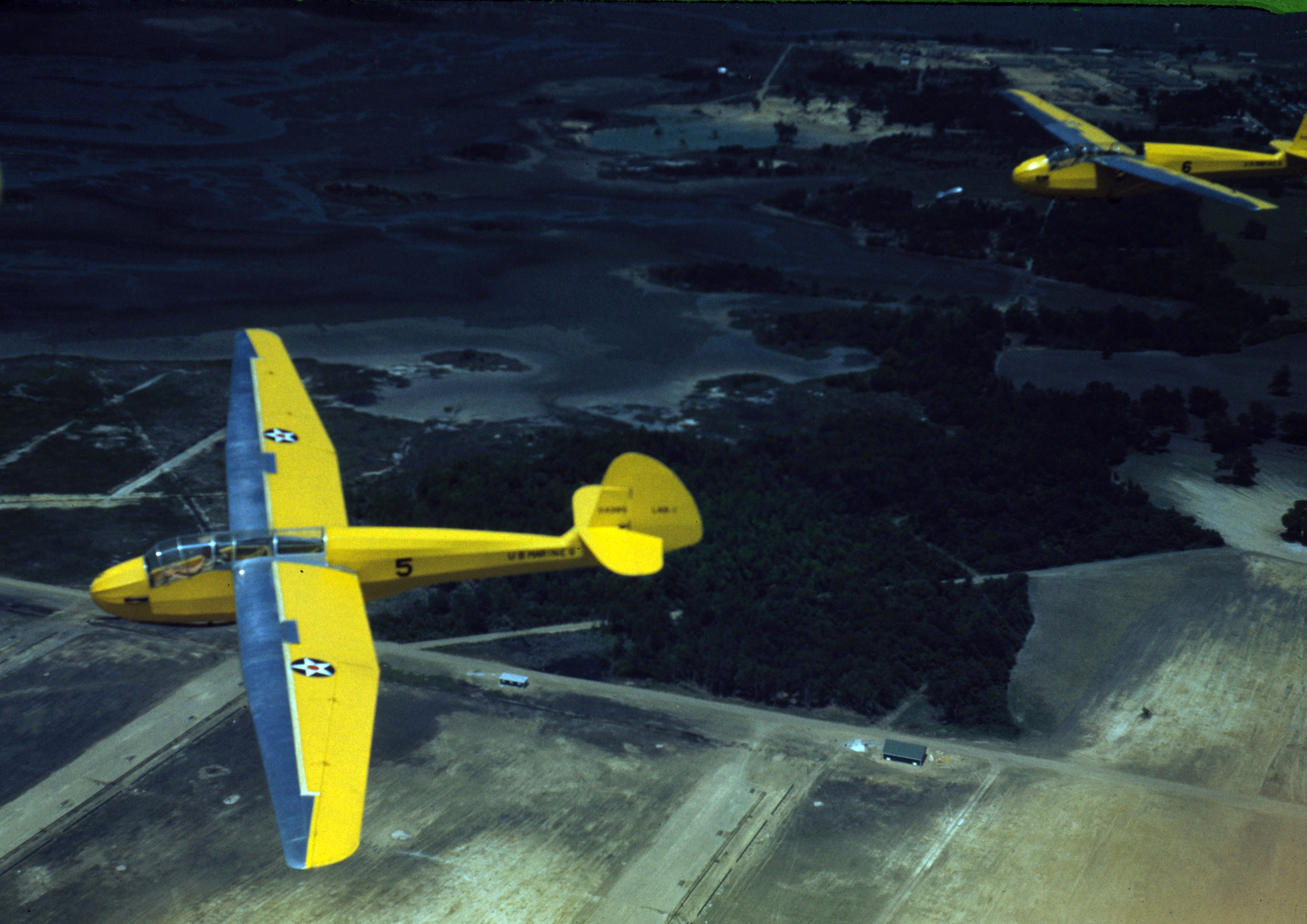
Planeurs Schweizer LNS-1 (modèle SGS 2-8) de l'U.S. Marine Corps en vol au départ de Parris Island, Caroline du Sud (États-Unis), en mai 1942. Alfred T. Palmer. Mai 1942. Library of Congress.

À l'époque où Barringer était directeur de la SSA, Eliot Noyes était le leader d'un club de ski, le Schussverien Ski Club, constitué d'alumni de Harvard et du MIT ; Barringer a encouragé les membres du club à se lancer dans le vol à voile, et consécutivement encouragé l'Altosaurus Soaring Club nouvellement créé, à acheter un SGU 1-7 (en) de Schweizer Metal Aircraft ; c'était pour les frères Schweizer, la première commande pour un nouveau planeur, ce qui les a fait entrer de plain-pied dans le monde des affaires. Les frères Schweizer font par la suite écho des liens privilégiés qu'ils ont eu avec Barringer et Noyes (pour Noyes une longue amitié, en 1967 Noyes reviendra suivre des cours chez Schweitzer Aircraft, accompagné de Thomas Watson, président d'IBM). En 1937 il n'y avait pas de planeur haute performance aux États-Unis, Barringer avançant une promesse de commande de la SSA, poussa les Schweizer à produire le Schweizer SGS 2-8 biplace, un planeur haute performance qui suscita directement l'enthousiasme ; le second SGS 2-8 sera acheté par la SSA et volera au National Soaring Contest d'Elmira de 1939; à ce championnat les frères Schweitzer décideront de déplacer leur activité à Elmira
Le SGS 2-8 par la suite deviendra un appareil d'entraînement militaire pour l'Air Corps et pour le Marine Corps. Le 13 juillet 1942 l'Air Corps a réceptionné son premier SGS 2-8; cet événement s'est fait solennellement aux installations Warren Eaton Soaring, sur Harris Hill à Elmira lors du 12st National Soaring Contest ; son importance a été soulignée par la présence du général de division H. H. Arnold, chef de l'armée de l'air qui a effectué un vol dans ce planeur piloté Frederick Rogers Dent, Jr., premier officier de l'armée de l'air qualifié comme pilote de planeur (Après la mort de Barringer, le colonel Frederick R. Dent, Jr. à Wright Field, aura la charge de toutes les questions expérimentales et techniques à propos de la production des planeurs. La Flight Research Unit supervisera les activités de test des planeurs à Wright Field jusqu'en juillet 1943, date à laquelle elles seront transférée au nouveau terrain d'aviation de l'armée, le Clinton County Army Air Field (en) à Wilmington, Ohio).
En 1940, Barringer a compilé un livre, Flight Without Power: The Art of Gliding and Soaring, auquel Paul et Ernest Schweizer ont contribué pour les parties aérodynamique, conception, construction et entretien des planeurs. C'était aux États-Unis le seul livre de ce genre disponible et il a été réimprimé trois fois au cours des années suivantes. Sur la jaquette du livre figurait une photo de Noyes à la barre d'un planeur Stevens-Franklin, prise dans les Sleeping Bear Dunes en 1937. Lorsque Barringer disparaîtra au-dessus de l'Atlantique, les auteurs abandonneront les royalties à sa veuve.
Une éminence de la météorologie, l'Allemand Karl Otto Lange (en) un des responsables de la SSA, participera aussi à l'ouvrage. Karl O. Lange, également un ancien pilote de vol à voile, était lié à l'Observatoire météorologique de Blue Hill de l'Université de Harvard. Lange pour les National Soaring Contests à Elmira, à partir de 1932, a apporté son expertise en météorologie pour améliorer les records effectués sur le site. Pour son record américain de 1938 à Wichita Falls, au Texas, Barringer embarquait du matériel de mesure de Lange, et Lange accompagnait l'expédition.

## Records
En octobre 1938, Lewin Barringer voyage de Philadelphie pour rendre visite à son ami Eliot Noyes à Intervale, New Hampshire (en). Le but de la visite était d'étudier la possibilité de vol dans les environs des Montagnes Blanches. Les deux ont passé un week-end agréable à voler autour des montagnes dans deux Wacos et deux Aeroncas. Barringer a été tellement impressionné qu'il est revenu deux semaines plus tard avec le Ross R-2 Ibis (en) de la SSA (qui avait été acheté à des fins promotionnelles). Bien qu'il n'ait pas compris le phénomène à l'époque, le 25 octobre 1938, Barringer effectue probablement le premier vol d'onde aux États-Unis, atteignant une altitude de 9 500 pieds au-dessus du Mont Washington, en décollant de l'aérodrome de North Conway,,,.
Lewin Barringer est en 1938 considéré dans les cercles de vol à voile comme l'un des pilotes de planeurs les plus prudents ; avant un vol, il se penche sur les cartes, planifie des itinéraires alternatifs, se prépare à toutes les éventualités météorologiques. Pour son vol 9 500 pieds au-dessus du Mont Washington, Barringer planifie ses vols en fonction des bulletins météorologiques quotidiens reçus par radio à ondes courtes d'une station située à proximité du mont Washington.
Barringer est détenteur de trois records américains officiels:
Le 2 mai 1938, Barringer établit un record américain de distance dans un vol de 212 milles. Le vol de pente était la principale technique de record aux États-Unis ; elle se pratiquait à Elmira, N.Y. et sur les bords de la vallée de Shenandoah en Virginie. Lorsqu'au printemps 1937, le Russe Viktor Rastorguev (ru), sur un planeur GN-7 conçu par G. F. Groshev, a effectué un certain nombre de vols longue distance — 539 km, 602 km, 652 km — qui ont été officiellement enregistrés comme records du monde par la FAI, Richard Chichester du Pont, Paul du Pont et Barringer, tous trois de la Soaring Society of America, ont décidé de tenter leur chance dans les grandes plaines du nord-ouest du Texas et de l'Oklahoma, pour des vols en ascendance thermique expérimentaux (Southwest Soaring Expedition). Dans un Göppingen Gö 3 Mimoa appartenant à du Pont, remorqué dans le ciel par un avion à Wichita Falls, au Texas, Barringer va grimper à 7 500 pieds dans les airs, 1 267 pieds de plus que le record d'altitude américain établi par son ami du Pont en 1934. Il atterrit six heures plus tard, à l'aéroport de Spartan, Tulsa, Oklahoma. Il avait parcouru 210 milles, 52 miles de plus que le record de 1934 de du Pont. Barringer transporte du matériel à bord de son planeur pour mesurer les conditions atmosphériques, compris la température et l'humidité à différentes altitudes; Karl O. Lange accompagne l'expédition pour aider à interpréter les résultats; les données recueillies ont aidé les concepteurs d'avions commerciaux à mieux comprendre l'étendue, la fréquence et la force de la turbulence en air clair (CAT); la publicité qui a suivi l'expédition, ainsi que les données météorologiques collectées et diffusées, ont encouragé les pilotes à abandonner les pentes, les crêtes et les collines et à commencer à planer sur les terres plates du sud-ouest des États-Unis.
Le 4 Juillet 1939, au National Soaring Contest de Elmira, Barringer dans un Schweizer SGS 2-8 effectue un vol de 101 miles de distance avec un gain de hauteur record en planeur biplace de 6 558 pieds.
Eté 1940, Barringer avait organisé une expédition de vol à Sun Valley, Idaho, financée Averell Harriman de l'Union Pacific Railroad. Utilisant Schweizer SGS 2-8 prêté par les frères Schweizer, il établit avec John Robinson, futur médaille Lilenthal, un record du monde de gain d'altitude (absolute altitude) en deux places de 14 960 pieds. L'ascension au-dessus de son point de largage l'a amené à plus de 21 000 pieds pieds au-dessus du niveau de la mer. Le record du monde de gain d'altitude à cette époque était de 10 840 pieds, par l'Allemand Erwin Ziller,. Ces records ont aidé la réputation du 2-8 et créé des ventes supplémentaires.
Barringer est le troisième pilote américain, après Jack O'Meara (12e mondial) et Richard C. du Pont (32e mondial), à obtenir le « Silver badge C » international (65e mondial). Schempp est le premier à obtenir le « Silver C » aux États-Unis (8e mondial), mais retourné en Allemagne en 1934, il est sorti de la classification américaine. Entre autres, Klemperer, badge « C » (1re mondial) avait obtenu l'insigne en Allemagne.
Barringer obtient le « Gold badge » (4e aux États-Unis) en 1940.

## Special Assistant for the Glider Program
Sous la direction de Barringer, la SSA avait acquis une position forte et de plus en plus utile dans le mouvement national, tandis que « Lew », à travers les colonnes de la revue de la SSA, « Soaring », avait travaillé sans véritable succès à l'acceptation du vol à voile et à l'utilisation du planeur comme arme militaire par le gouvernement ; comme le faisaient alors les Allemands et les Russes.
En janvier 1941 Barringer s'est déplacé du New Jersey vers la Californie de Sud, pour soigner une sinusite. Il y rencontre Leland Hayward, administrateur de la TWA qui lui propose un emploi dans sa compagnie, la Southwest Airways qui venait d'être fondée ; aussi reprend-t-il des cours de pilotage via le Civilian Pilot Training Program, à l'Aéroport de Sky Harbor à Phoenix, en février 1941. Leland Hayward en plus d'être pilote, est l'agent de plusieurs acteurs en vue à Holywood, et la Southwest Airways a été fondée avec la participation financière de producteurs et d'acteurs de cinéma. Le Thunderbird Field No. 1 à Glendale, en Arizona, qui deviendra une des bases d'entraînement des pilotes de l'Air corps est une fondation de Hayward et de James Stewart, à la demande empressée du Général Henry H. Arnold; Par l'entremise de Leland Hayward et ami du Général Arnold, Barringer aurait suggéré à celui-ci l'idée des planeurs de combat dans l'Air Corps. Incidemment la plus grande base du Corps des Marines des États-Unis, la Twentynine Palms (en) (à Condor Field (en)) serait née de cette rencontre (on peut imaginer mais ce n'est dit nulle part, que c'est aussi par l'entremise de Leland Hayward que Barringer accède aussi à la fonction supérieure de chef du programme de planeur de l'Air corps.
Barringer par la suite a fonde le Southwest Soaring Club de Phoenix où il entraine des pilotes de planeur ; il entre aussi dans le conseil d'administration de la Briegleb Company (en)  et de Western Airways à Phoenix, Arizona.
Il entre au Département de la Guerre à Washington en tant que civil à la tête du programme de planeur en octobre 1941.
Lorsque les États-Unis sont entrés dans la Seconde Guerre mondiale fin 1941, la seule expérience de planeur aux États-Unis se trouvait dans le mouvement de vol à voile sportif, qui était soutenu par une très petite industrie du planeur, autour de clubs sportifs gérés par la Soaring Society of America. L'armée avait démis de ses rangs le dernier personnel qualifié de planeur plusieurs décennies auparavant; alors qu'en mai 1940, l'Allemagne avait dans l'Attaque du fort d'Eben-Emael en Belgique, montré la pertinence de l'usage de planeurs cargo dans des opérations de type Blitzkrieg. À partir de 1931, il était spécifiquement interdit au personnel de l'armée américaine de voler sur des avions autres que ceux appartenant au gouvernement, et il n'y avait pas de planeurs parmi ceux-ci.
Aux lendemains de la Première Guerre, au travers des Akafliegs (de), la Reichswehr noire, avait donné un ton militariste à la mouvance du vol à voile en Allemagne ; de la même façon, en Union soviétique, la Société panrusse des amis de la flotte aérienne (Obshhestvo druzej vozdushnogo flota - ОВДФ) avait assuré le caractère de masse au vol à voile soviétique, par ailleurs une émanation de la Glavvozdukhoflot des Forces aériennes soviétiques. Même en France la mouvance du vol à voile avait été soutenue par le Ministère de la Guerre et de l'Aéronautique. Aux États-Unis, le vol à voile était plutôt affaire d'enthousiastes, plutôt une élite de gens riches, n'était soutenu par aucun subside et demeurait quelque chose de plutôt rare : au milieu de 1941, les États-Unis comptaient environ 197 planeurs et entre 100 et 365 pilotes de planeurs (les frères Schweitzer dénombrent 166 pilotes qualifiés ; Time magazine renseigne 154 pilotes de planeurs certifiés, une poignée d'écoles de formation de pilotes de planeurs et moins de 200 planeurs) ; l'Allemagne comptait 300 000 pilotes de planeurs ; dont une partie allait former l'élite de la Luftwaffe.
Barringer avait pu voir le mouvement de vol à voile en Allemagne lors de deux visites distinctes, en 1933-34 et en 1936 ; il connaissait la valeur de l'enseignement allemand. Il avait pu visiter la plus grande école de pilotage de planeur près de Stuttgart : 80 à 100 pilotes sortaient toutes les 6 semaines ; il y avait 60 écoles similaires en Allemagne. Extrapolant sur 8 ans, l'estimation minimale de Barringer était d'un quart de million d'hommes entraînés pour les planeurs ; personnes motivées par l'aviation, elles étaient entrainées non seulement à piloter des planeurs, mais aussi à les construire et les entretenir .
À partir d'avril 1941, lorsque l'Air Corps a vu la nécessité de créer un programme de planeurs militaires, l'armée s'est tournée vers le secteur civil pour fournir les connaissances permettant de faire revivre cet « art de la guerre » ; surtout après que le commandant de l'Air Corps, le Général Henry Harley Arnold, ait donné le feu vert au développement de planeurs de troupes, et à l'achat de planeurs d'entraînement,. Arnold croyait fermement qu'un expert civil en savait plus sur le sujet que n'importe quel militaire (beaucoup de militaires demeuraient sceptiques quant à la pertinence du programme); si les planeurs étaient la vague du futur, il voulait un civil dans son bureau qui le conseille sur la façon de recruter et de former des pilotes de planeurs, et sur les types de planeurs à acheter. C'est ainsi que Barringer, 35 ans (« dégingandé et timide »), fut choisi, pour coordonner l'ensemble du programme,,,,. En octobre 1941, il entre au Département de la Guerre à Washington en tant que civil (head of Army glider program ) ; il a ensuite été commissionné en tant que major dans l'Air Corps, en mai 1942, conseillé personnel de Arnold (chief of Glider Production and Training Unit, Headquarters Squadron (en) Army Air Forces). Barringer de par sa proximité avec Arnold, détenait un réel pouvoir de décision.

Eliot Noyes travaillait alors pour le MoMA ; Barringer lui a alors demandé de l'accompagner en tant que first lieutenant (il terminera Major). Noyes stationné à Washington au Pentagone, occupe un bureau qui jouxte celui de Thomas Watson, le futur patron d'IBM, qui sera son principal employeur après la guerre. 

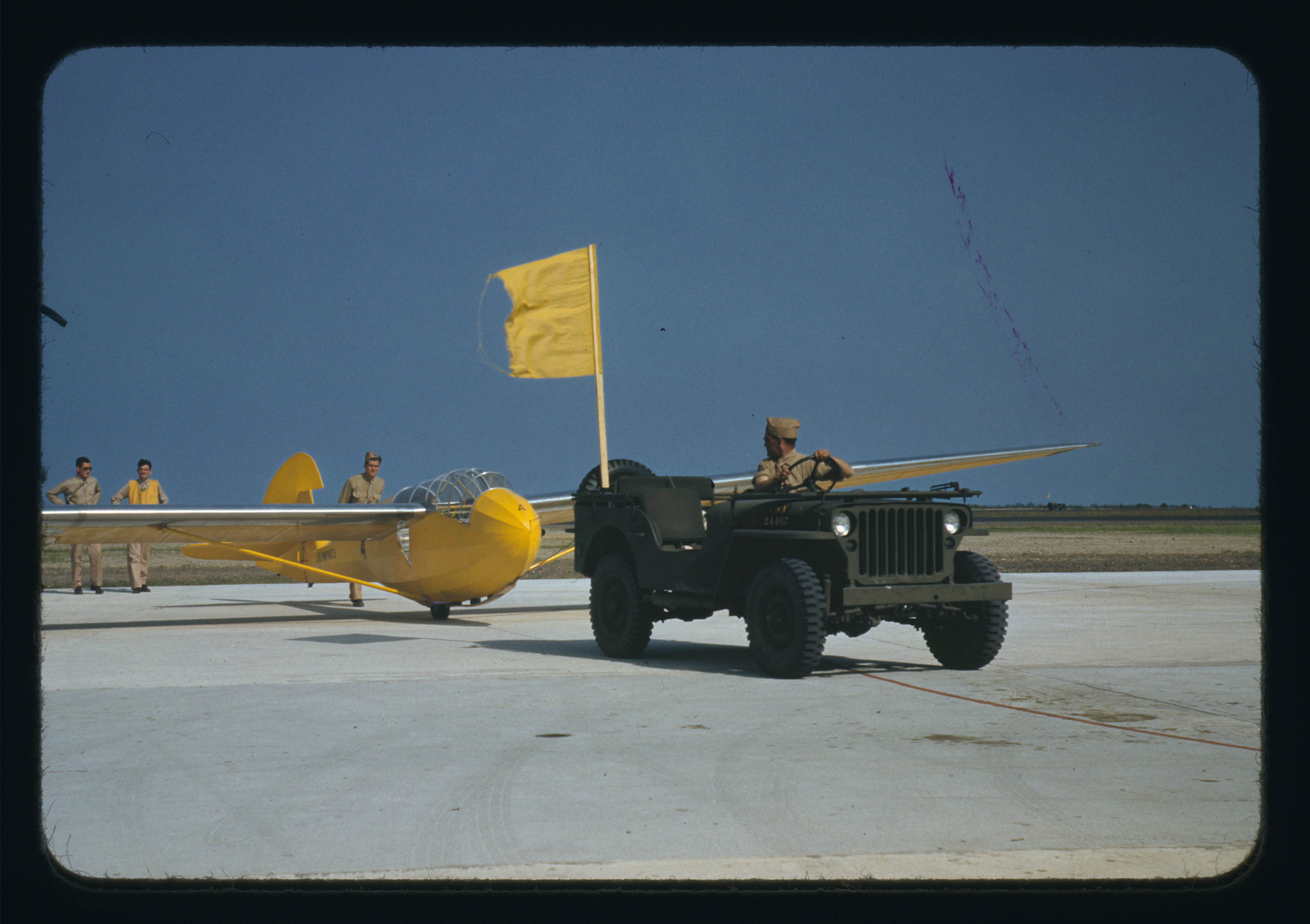
Marine glider at Page Field, Parris Island. Alfred T. Palmer. Mai 1942. Library of Congress

En juillet 1942, un grand programme de planeurs a émergé aux États-Unis (il avait été lancé en février 1942, supervisé par Arnold, et en mars 1942, un appel d'offres avait été lancé pour des planeurs de troupes et des planeur d'entraînement). Un appel avait été lancé pour les pilotes de planeurs ; les premières écoles de formation étaient prêtes, d'autres étaient en route. Des pilotes civils, âgés de 18 à 35 ans, inéligibles à la formation régulière des cadets de l'aviation, avaient été recherchés comme élèves pilote de planeurs. Plusieurs grands constructeurs d'avions, et quelques-uns plus petits, ont obtenu de gros contrats pour construire des planeurs cargo pour le transport de troupes, et des petits planeurs pour l'entraînement. L'ensemble du programme de planeur était si nouveau que tous les diplômés des classes initiales étaient retenus comme instructeurs pour les classes futures. Pour l'Air Corps, le programme a d'abord été mené à Elmira, par une organisation civile employant des pilotes de planeurs commerciaux sous contrat avec l'Air Corps : des officiers pilotes qualifiés de l'armée y ont été formés pour piloter des planeurs, et devenir formateurs à leur tours .

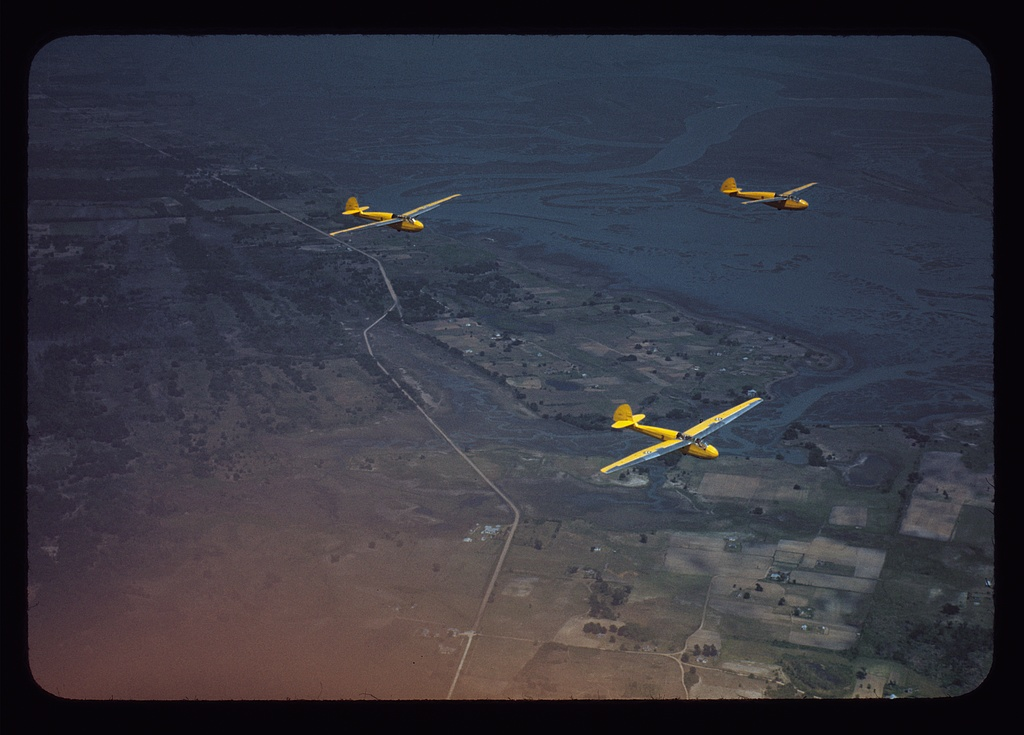
Marine Corps gliders in flight out of Parris Island. Alfred T. Palmer. Mai 1942. Library of Congress

En tant que président de All American Aviation (en), du Pont a été sollicité pour développer un système de récupération à l'arraché des planeurs de troupe (glider snatch pickup) pour lequel Barringer sera impliqué en 1942 dans les essais (Barringer devient le premier homme à être récupéré en planeur par un avion en plein vol) ; le système sera employé lors de l'Opération Neptune, avec succès lors de l'opération Market Garden. Les planeurs militaires seront utilisés dans pratiquement toutes les grandes campagnes à commencer par l'Opération Husky en Juillet 1943.
Bien qu'il ait en grande partie effectué un travail de conseil jusqu'à sa mort, survenue en 1943, Barringer parce qu'il était l'homme d'Arnold, a joué un rôle vital dans le programme des planeurs. En examinant la fonction de Barringer, le général Arnold a décidé de lui donner le prestige d'état-major dont il avait besoin en créant un statut de « Special Assistant for the Glider Program ». Il détenait le même pouvoir que plusieurs chefs d'état-major adjoints sur les questions purement liées au programme de planeurs. Barringer a été porté disparu le 24 janvier 1943, et finalement déclaré mort,. Il s'écrase au dessus des Caraïbes alors qu'il se rendait probablement en Afrique du Nord en tant que passager dans un avion de l'armée, peut-être une suite de la Conférence de Casablanca qui décide de l'invasion alliée de la Sicile ; parmi les passager se trouve aussi le Colonel Walter Sumpter Smith (en), un logisticien réputé de l'Air Force,. Arnold a ensuite nommé Richard C. du Pont à ce poste, figure importante de la Soaring Society of America. Richard C. du Pont était un passionné de vol à voile, raison importante de sa nomination ; cependant, ses connexions dans la Famille du Pont de Nemours étaient tout aussi importantes. Arnold espérait, par le biais de l'association, amener les énormes entreprises DuPont à soutenir activement le programme de planeurs afin d'attirer le soutien de l'industrie. En moins de cinq mois, du Pont est tué dans l'accident du planeur expérimental MC-1 de Bowlus. Arnold a alors immédiatement nommé le major Felix du Pont, le frère de Richard, au poste.
Lewin B. Barringer est commémoré sur l'East Coast Memorial, à New York.
Ayant épousé Helen Mc Ewan, il laisse deux enfants. Barringer était d'une nature calme, et modeste,.

## Lewin B. Barringer Memorial Trophy
Membre de la Soaring Society of America, il est intronisé depuis 1954 au Soaring Hall of Fame, qui reconnaît les personnes qui ont contribué à l'essor du vol à voile aux États-Unis. Le Lewin B. Barringer Memorial Trophy de vol à voile est créé en 1948 en sa mémoire. Il récompense le pilote effectuant le plus grand vol en ligne droite au cours de l'année civile précédente, en dehors des championnats nationaux américains.

## Distinctions
- World War II Victory Medal
- Army Distinguished Service Medal[46]
- Purple Heart
- American Campaign Medal
- Army Presidential Unit Citation
- Army Good Conduct Medal

Les National Soaring Contests à Elmira étaient habituellement récompensés par l'Edward S. Evans Trophy. Les compétitions seront suspendues de 1942 à 1945, et le trophée ne sera pas attribué sur cette période. Exceptionnellement, il sera attribué à titre posthume à Barringer en 1943 pour son travail pour le programme de planeur de l'armée : en même temps qu'il recevait la Army Distinguished Service Medal, pour service exceptionnellement méritoire en tant que chef de la section des planeurs de l'armée de l'air, il a reçu le premier Edward S. Evans Trophy pour la plus grande contribution individuelle au développement du planeur pour l'année 1942. Le sous-chef d'état-major de l'air, et brigadier général Thomas J. Hanley Jr. (en) a fait les présentations à la veuve de Barringer, lors d'une cérémonie au Pentagone, en mai 1943,,.

## Un souper à Stuttgart
Novembre 1936, Barringer qui revient d'Iran fait un séjour en Allemagne qui découle de son séjour en Iran ; il visite la plus grande école de pilotage de planeur près de Stuttgart; il s'agit de l'école de Wolf Hirth sur le Hornberg (de) (après son expérience américaine, Wolf Hirth fuyant la Grande dépression était revenu en Allemagne en 1934). Le vol à voile est pratiqué sur le Hornberg depuis les années 1920; au début, il s'agissait de vols planés aventureux sur les pistes ; plus tard, c'est devenu l'un des centres de formation de vol à voile les plus importants et le plus représentatif du Wurtemberg et de l'ancien Reich allemand ; l'école de voile Hornberg a été inaugurée en 1933, et Wolf Hirth nommé premier directeur ; elle était censée devenir la Hochschule des Segelflugs, mais a été rapidement réorganisée en Reichssegelflugschule conformément aux exigences militaires de l'ère national-socialiste. En 1934, estimant ses perspectives professionnelles aux États-Unis trop incertaines, Martin Schempp alors en Californie avait accepté une offre de Hirth, comme moniteur de vol à voile. Avec l'aide de Hirth, Martin Schempp a ouvert à Göppingen, non loin du Hornberg, sa propre entreprise, en 1935 : la Sportflugzeugbau Göppingen Martin Schempp. L'usine de Schempp fabrique alors le monoplace Göppingen Gö 3 Minimoa, avec lequel Barringer établira son record de Wichita Falls en 1938). Pour Barringer, cette visite est l'occasion de retrouver probablement un ami, « Martin Schempp », et peut-être une connaissance « Wolf Hirth ». Barringer retrouve également le vélivole américain Theodore G. Bellak (dit Ted Bellak) qui — animé par une « curiosité Yankee » — est venu voir de ses propres yeux, ce que la rumeur avait apporté aux États-Unis, probablement la première usine de planeur haute performance. Bellak reste plusieurs mois à construire des Minimoa à l'usine Göpingen. D'après Bellak, il n'y avait pas sur le site de l'usine de secrets gardés (l'endoctrinement de base au début était de mise) ; et il a pu même se faire accepter sur le site d'entraînement du Hornberg ; les Américains n'étaient pas les seuls à fréquenter le site, des Britanniques et des représentants du programme français de planeur étaient aussi présents ; il n'était pas encore question des planeurs de troupes. Bellak a pu pendant deux mois construire des planeurs selon les techniques allemandes : emmené en forêts, il a été entraîné à reconnaître les arbres, au département de coupe où les bois ont été sciés au meilleur avantage économique, et enfin initié à la construction entière des planeurs.
Le voyage enfin réunit pour un souper informel chez Wolf Hirth et sa femme Clara à Stuttgart, des anciens et des nouveaux amis, il y avait Elliot Noyes, Barringer, Bellak, Hank (ou Henry) Hellett et Martin Schempp,,,
Le site du Hornberg a été bombardé à la fin de la Seconde Guerre mondiale et en grande partie détruit. Les Alliés ont partiellement levé l'interdiction de vol en 1951, et le vol à voile a de nouveau été autorisé sur le Hornberg, l'Association de l'aviation du Wurtemberg (Württembergische Luftfahrtverband) et l'Association de l'aviation allemande (Deutsche Luftfahrtverband), président Wolf Hirth, ont vu le jour. Octobre 1951, environ 40 000 personnes ont applaudi le premier jour de vol sur le Hornberg.

## Citations
- « The best modern sailplanes will outperform most soaring birds »[89]

## Publications

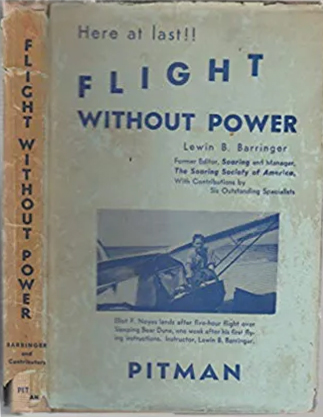
Lewin Bennitt Barringer, Flight Without Power: The Art of Gliding and Soaring, Pitman publishing corporation, 1940 (Jaquette)

- (en) Lewin Bennitt Barringer, Flight Without Power: The Art of Gliding and Soaring, Pitman publishing corporation, 1940 (lire en ligne)
- (en) Lewin B. Barringer, « Soaring : Address presented at the Seventh Annual Convention of the National Association of State Aviation Officials. December 1-3, 1937. », Journal of Air Law and Commerce,‎ 1938 (lire en ligne [PDF])
- (en) Barringer, Lewin B., « Silent wing », Saturday Evening Post, vol. 210 Issue 1,‎ 7 mars 1937, p. 10-64
- (en) Barringer, Lewin B., « Soar your lightplane », Flying Magazine,‎ janvier 1939, p. 40 (lire en ligne)
- (en) Wolf Hirth, The Art of soaring flight, Wolf Hirth, 1938 (lire en ligne), Distance over the Plains by L. B. Barringer, p. 151-157
- (en) Barringer, Lewin B., « Here's a warning to pilots not to get behind in their flying. A refresh course is tough », Flying Magazine,‎ décembre 1941 (lire en ligne, consulté le 14 février 2023)
- (en) Lewin B. Barringer (Ast. director Air Force Glider Program), The Air Forces News Letter: Jan. 1942 - Dec. 1942, Headquarters Army Air Forces, 1942 (lire en ligne), Gliders Play Important Role in AAF War Plans